# Атлікскос
Атлікскос (ісп. Los Atlixcos) — вулкан, розташований на території штату Веракрус, Мексика.
Атлікскос — щитовий вулкан, заввишки 800 м н.р.м. Знаходиться недалеко від узбережжя Мексиканської затоки, в 80 км на північний захід від міста Веракрус. Складається з двох шлакових конусів, які рівновіддалені один від одного на 2 км. Застиглі пірокластичні потоки, які свого часу пройшли шлях на північ і схід, складаються з базальтів і досягають узбережжя.
Вік вулкану сучасний. Інші вулканічні утворення, які знаходяться північніше і південніше старіші і відносяться до епохи плейстоцена. Вулканічна діяльність в історичний час не спостерігалася.

## Ресурси Інтернету
- Вулкан Атлікскос. Global Volcanism Program. Смітсонівський інститут. (англ.)
- Volcano Live — John Search [Архівовано 2 грудня 2017 у Wayback Machine.]
- Vulcanism.ru